# Neustadt (Gemeinde Gutau)
Neustadt  ist ein Ort im Mühlviertel in Oberösterreich und 
Ortschaft der Gemeinde Gutau im Bezirk Freistadt.

## Geographie
Die Streusiedlung liegt etwa 5 Kilometer südöstlich von Freistadt, oberhalb des Tals der Feldaist auf um die 530 m ü. A., zwischen Pregarten und Gutau an der L1472 Gutauer Straße, die die beiden Orte verbindet.
Die Ortschaft umfasst über 30 Gebäude mit etwa 100 Einwohnern.
Zum Ortschaftsgebiet gehören auch die Rotte Gsteinet im Norden und die Einzellagen Lungitz und Dambachler dazwischen.
Nachbarortschaften und -orte
| Schöferhof                |                                             | Harterleiten (Gem. Kefermarkt) |
| Netzberg (Gem. Pregarten) | Kompassrose, die auf Nachbargemeinden zeigt | Hundsdorf                      |
|                           | Selker (Gem. Pregarten)                     | Guttenbrunn                    |

## Geschichte
Um das Jahr 1230 wurde der Ort urkundlich erstmals als Newenstat als auch Neunstat erwähnt. Der Ortsname ist kein typischer Neustadt-Name: Noch im früheren 19. Jahrhundert heißt das namengebende Gehöft an der alten Kommerzialstraße Neustadl, also ‚neuer Stadl (Stall, Scheune)‘ als Hofname. Die Bezeichnung Neustadt taucht aber in den 1820ern schon auf.
Zu dieser Zeit sind nahezu alle heutigen Gehöfte der Streusiedlung schon vorhanden.

Der Ort gehört in dieser Zeit zum Distriktskommissariat Haus.